# Joop de Busser
Johannes (Joop) de Busser (Amsterdam, 2 januari 1916 – aldaar, 25 oktober 2001) was een Nederlands voetballer en voetbaltrainer.
De Busser speelde bij De Volewijckers waarmee hij van de derde klasse naar de eerste klasse promoveerde en in 1944 landskampioen werd. Hij speelde als linksbinnen en was tevens aanvoerder.
Als trainer begon hij bij De Volewijckers (tot 1949), vier seizoenen Elinkwijk, en daarna wederom De Volewijckers (1953/56). Daarna trainde hij 't Gooi (1956/60), wederom Elinkwijk (1957) en in het seizoen 1960/61 was hij trainer van N.E.C.. Daarna was hij voor de derde maal actief bij Elinkwijk (1961/66) en ook voor de derde maal bij De Volewijckers (1966/67). In 1967 begon hij bij AGOVV waar hij een periode op non-actief stond wegens een knieblessure en daarna van medio 1968 tot begin 1969 trainde. De Busser maakte het seizoen af bij VV Ede en trainde NOAD in het seizoen 1969/70. Bij LVV Lugdunum begon hij in 1971 aan zijn laatste baan als hoofdtrainer.

## Erelijst
't Gooi
| Nationaal      |    |         |
| Tweede divisie | 1x | 1958/59 |